# Ermita (métro de Mexico)
Ermita est une station de correspondance entre les lignes 2 et 12 du métro de Mexico, située au centre de Mexico, dans la délégation Benito Juarez.

## La station
Ermita doit son nom à sa position dans la Calzada (Chaussée) Ermita-Iztapalapa, d'où son icône qui représente la silhouette d'une chapelle, car cette route était jalonnée d'une série d'ermitages – des chapelles tenues par des frères – le long du chemin d'Iztapalapa.

### Histoire
La station est ouverte le 1 août 1970.
Elle assure la correspondance avec la station de la ligne 12 depuis son ouverture le 30 octobre 2012.